# آنتونی جاشوا
آنتونی اولسانی جاشوا (انگلیسی: Anthony Joshua؛ زادهٔ ۱۵ اکتبر ۱۹۸۹) ملقب به «آ جی» از پدری انگلیسی و مادری نیجریه ای بوکسور حرفه‌ای سنگین‌وزن اهل بریتانیا است. او قهرمان المپیک لندن و قهرمان سنگین‌وزن بوکس حرفه‌ای جهان در سال ۲۰۱۷ تا ۲۰۱۹ است که این عنوان را در مبارزه با ولادیمیر کلیچکو در استادیوم ومبلی لندن به دست آورد. او در راند یازدهم در حالی که از حریف خود عقب بود، و با توجه به آسیب دیدگی کلیچکو از ناحیهٔ ابروی چپ، موفق به ناک اوت کلیچکو گردید.
آنتونی جاشوا قهرمان سنگین‌وزن بوکس جهان رکورد فوق‌العاده‌ای در بوکس حرفه‌ای دارد، ۲۳ مسابقه حرفه‌ای و۲۱ ناک اوت او با این رکورد هم اسمش را در کتاب تاریخ بوکس وارد کرده.
به گفته مربی ایرانی او مهیار جوادی، جاشوا با چهره دوست‌داشتنی، هیکل فوق‌العاده، اخلاق خوب و البته مهارت کم نظیرش در بوکس شاید بتوان او را با بوکسورهایی مانند محمد علی (کلی) مقایسه کرد.
جاشوا در سال ۲۰۰۹ و کمی بعد از شروع بوکس به جرم حمل مواد مخدر بازداشت و جریمه شد.
او قهرمان پبشین سنگین‌وزن و دارنده سه کمربند (WBO) (WBA) (IBF) از چهار کمربند بوکس حرفه ای جهان و نیز کمربند (IBO) بود و یکی از پر درآمدترین ورزشکاران جهان با ۶۰ میلیون دلار در سال ۲۰۱۸ است.
آنتونی جاشوا در ۱ ژوئن ۲۰۱۹ با ناک اوت دربرابر اندی روئیز در راند هفتم هر چهار کمربند خود را از دست داد و اولین باخت حرفه ای او رقم خورد.

## آمار مبارزات آماتوری
۴۰ برد ۳ باخت
بوکسور آماتور سال ۲۰۱۲

## آمار حرفه ای
| ۲۳ مبارزه | ۲۲ برد | ۲ باخت |
| --------- | ------ | ------ |
| ناک اوت   | ۲۱     | ۱      |
| امتیازی   | ۱      | ۱      |
| مساوی     | ۰      | ۰      |

آنتونی جاشوا قبل ورود به دنیای حرفه ای بوکس کارهایی همچون کارگری ساختمان کاشیکاری و حتی فوتبال راهم امتحان کرد اما تلاشهایش نافرجام ماند و او طعم زندان راهم هرچند کوتاه اما چشید و بالاخره به بوکس روی آورد جایی ک تمام استعدادش درآن نهفته بود